# Irmgard Jedamzik
Irmgard Jedamzik (* 1938) ist eine deutsche Schauspielerin und Hörspielsprecherin.

## Leben und Werk
Irmgard Jedamzik erhielt ihre schauspielerische Ausbildung von 1958 bis 1961 an der Schauspielschule Alfons Mathey in Bochum. 1963 trat sie ein zweijähriges Festengagement am Altonaer Theater in Hamburg an. Weitere Stationen ihrer Bühnenlaufbahn waren das Bernhard-Theater in Zürich und das Kölner Millowitsch-Theater, das Packhaustheater in Bremen und das Stadttheater Bremerhaven. Darüber hinaus trat Jedamzik an bekannten Hamburger Bühnen auf, u. a. am Operettenhaus, an den Kammerspielen, am St. Pauli-Theater, an der Seite von Helga Feddersen an deren Theater am Holstenwall sowie im Theater für Kinder, wo sie in Die kleine Zauberflöte als Königin der Nacht zu sehen war. Des Weiteren war Irmgard Jedamzik mit Stücken wie Anatevka oder Die Kaktusblüte auf Tournee.
Von 1980 bis 1985 arbeitete Jedamzik als Regieassistentin am Hamburger Ohnsorg-Theater.
Irmgard Jedamzik stand erstmals 1968 in einer Folge der Serie Hafenkrankenhaus vor der Kamera. Es folgten sporadisch weitere Aufgaben in Serien wie I. O. B. – Spezialauftrag oder Hamburg Transit. Seit dem Jahr 2000 ist Jedamzik regelmäßiger im Fernsehen präsent, ebenfalls überwiegend in Serien wie Großstadtrevier oder Notruf Hafenkante. In der Seifenoper Verbotene Liebe spielte sie 2001 und 2002 in 15 Folgen die Rolle der Annie Vorbeck.
Auch in der Werbung sowie als Sprecherin in Hörspielen ist Irmgard Jedamzik tätig. So kann man sie beispielsweise in mehreren Folgen der Reihe Kommissar Dobranski als Oma Else erleben.
Irmgard Jedamzik spielt Klavier und Violine und lebt in Hamburg.

## Filmografie (Auswahl)
- 1968: Hafenkrankenhaus – Der Verkehrsunfall
- 1974: Hamburg Transit – Die Postlady
- 1981: I. O. B. – Spezialauftrag – Weiße Segel
- 1984–1985: Tegtmeier (3 Folgen)
- 1998: Der Campus
- 1998: Unter uns (Fernsehserie, als Helga Jakob)
- 2000: Großstadtrevier – Miss Marple
- 2000: Die Rettungsflieger – Spiel mit dem Leben
- 2001–2002: Verbotene Liebe (15 Folgen)
- 2001: Tatort: Hasard!
- 2002: Ritas Welt – Klassenfahrt
- 2002: Am Ende des Tunnels
- 2004: Tatort: Märchenwald
- 2005: Einsatz in Hamburg – Superzahl: Mord
- 2007: Küstenwache – Verschwunden
- 2007: Liebling, wir haben geerbt!
- 2007: Der Novembermann
- 2007: Fast ein Volltreffer
- 2007: Die Familienanwältin – Amok
- 2007: Im Tal der wilden Rosen – Ritt ins Glück
- 2008: Die Anwälte – Die kleinen Dinge
- 2008: Die Gustloff
- 2008: Notruf Hafenkante – Nichts als die Wahrheit
- 2009: Butter bei die Fische
- 2010: Der letzte Bulle (Fernsehserie) – Folge: Ich habe sie alle gehabt
- 2011: Die Pfefferkörner – Das Silbergebiss
- 2011: Jürgen Dose – Trittschall im Kriechkeller (Kurzfilm)
- 2012: SOKO Wismar – Goldrausch
- 2013: Heiter bis tödlich: Morden im Norden – Der Pudelkaiser
- 2015: Zwei Leben (Kurzfilm)
- 2015: Memoire (Kurzfilm)
- 2015: Tatort – Wer Wind erntet, sät Sturm!
- 2016: Heldt – Jagd auf Roter Pullover
- 2017: SOKO Wismar – Der Moort
- 2017: Neues aus Büttenwarder – Sieben nach voll
- 2018: Großstadtrevier – Unter Druck
- 2018: SOKO Hamburg – Tod in der Schleuse
- 2019: Notruf Hafenkante – Feind und Helfer

## Hörspiele
- 1965: Die Kinder der Elisa Rocca – Regie: Hans Rosenhauer
- 1965: Ein Mann, gegen den man vorgeht – Regie: Jiri Horcicka
- 1965: Aufstand der Fahrräder – Regie: Fritz Schröder-Jahn
- 1967: Telefonseelsorge – Regie: Jiri Horcicka
- 1968: Die Reise nach Ubitz – Regie: Jiri Horcicka
- 1968: Die Monduhr – Regie: Fritz Schröder-Jahn
- 2009: Die drei ??? Kids – Spuk in Rocky Beach als Ältere Dame | Buch und Regie: Ulf Blanck
- 2013: Abzählen – Regie: Elisabeth Putz